# 생활권
생활권(生活圈, 영어: Neighbourhood unit) 또는 근린주구(近隣主區), 인리단위(鄰里單位)는 행정구역과는 무관하게 일상생활을 영위하기 위해 활동하는 범위를 말한다.
일상용어로서 생활권은 '반나절 생활권' 등의 표현을 통해 간헐적이거나 일회적인 활동범위까지도 아우르는 말처럼 쓰이기도 하나, 도시계획학에서의 생활권이라 함은 일정한 지역의 사람들이 공통적이고 반복적으로 생활 속에서 이용하는 공간적 범위를 뜻하는 표현으로 쓰인다.:4-6
1920년대에 미국의 도시학자 클라렌스 페리는 어린이들이 도로를 건너지 않고 초등학교에 왕래할 수 있는 범위로서 도시계획상의 단위인 'Neighbourhood unit'의 개념을 처음 제시하였는데, 이는 현대적인 도시계획학에서 일컫는 생활권 개념의 시초로 평가된다. 그러나 Perry의 개념정의는 1940년대 자동차 문화의 발달을 반영하지 못하였고, 이는 훗날 생활권에 관한 여러 개념정의들이 확장되는 결과로 이어졌다.:39-40

## 서울특별시의 5대 생활권

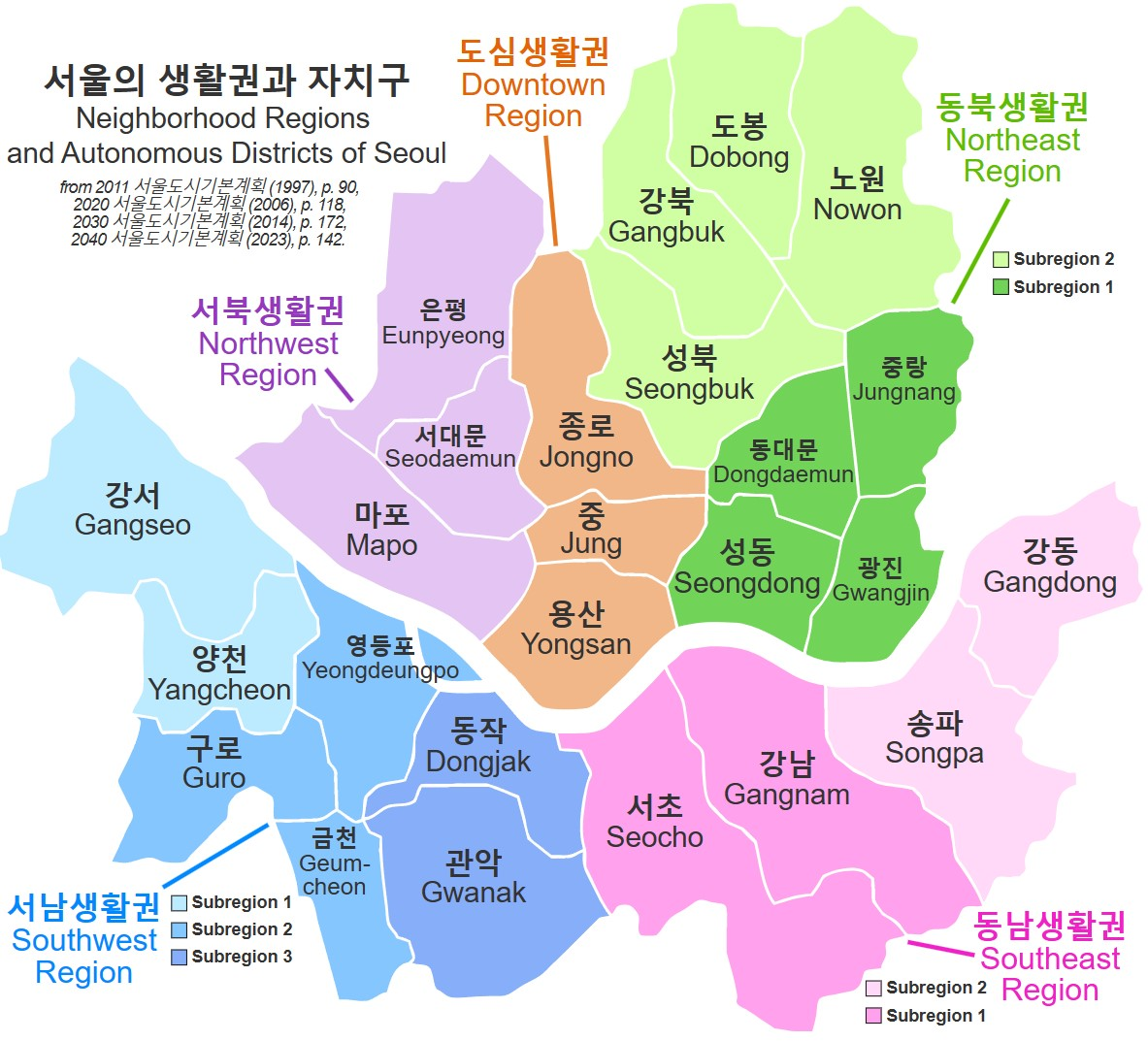
서울의 5대 생활권 구역도

1997년부터 서울도시기본계획은 서울특별시의 25개 자치구를 도심권, 동북권, 서북권, 서남권, 동남권의 5개 생활권으로 나누고 있다.:25
도심권에는 종로구·중구·용산구 등 3개 자치구가, 동북권에는 성동구, 광진구, 동대문구, 중랑구(동북 제1생활권) 및 성북구, 강북구, 도봉구, 노원구(동북 제2생활권) 등 8개 자치구가, 서북권에는 서대문구, 마포구, 은평구 등 3개 자치구가 포함되어 있고, 한편으로 서남권에는 양천구, 강서구(서남 제1생활권), 구로구, 금천구, 영등포구(서남 제2생활권), 동작구, 관악구(서남 제3생활권) 등 7개 자치구가, 동남권에는 서초구, 강남구(동남 제1생활권), 송파구, 강동구(동남 제2생활권) 등 4개 자치구가 포함되어 있다.:142

## 같이 보기
- 도시권
- 대도시권